# Soběslav
Soběslav là một thị trấn thuộc huyện Tábor, vùng Jihočeský, Cộng hòa Séc.